# الظهر (عبس)

تعديل مصدري - تعديل

الظهر هي إحدى قرى عزلة بني حسن بمديرية عبس التابعة لمحافظة حجة، بلغ تعداد سكانها 558 نسمة حسب تعداد اليمن لعام 2004.